# Droit de grève en Belgique
Le droit de grève en Belgique est le droit qu'ont les travailleurs de refuser de fournir le travail qu'ils doivent à leur employeur, afin d'exercer une pression économique, soit sur ce dernier soit sur les pouvoirs publics, en vue de promouvoir les intérêts économiques et sociaux des travailleurs.
Ce droit n'est pas repris explicitement dans la Constitution ou dans la loi. Il est reconnu explicitement et protégé par la Cour de cassation, juridiction suprême de l'ordre judiciaire, ainsi que par la Charte sociale européenne révisée, qui a effet direct en droit belge. Certaines lois ont trait aux situations de grève et de grève patronale.
Même si la grève ne figure pas comme telle dans la Constitution, la Cour constitutionnelle a, au travers de plusieurs arrêts,, reconnu l'existence et la protection du droit de grève en Belgique au titre de droit fondamental, et repris ainsi à son compte la jurisprudence des organes internationaux à ce sujet. Parmi ces organes, elle cite notamment la Cour européenne des droits de l'Homme, qui protège le droit de grève en tant que "corollaire indissociable" de la liberté syndicale protégée par l'article 11 de la Convention européenne des droits de l'Homme, et le Comité européen des droits sociaux, qui assure la protection de la Charte sociale européenne dont l'article 6, § 4, garantit le droit de grève (la Charte sociale européenne a fait l'objet d'une loi d'assentiment et a effet direct dans l'ordre juridique belge).
Certains secteurs font l'objet de limitation de recours à la grève : armée, police, prison, hôpitaux, transport ferroviaire de voyageurs.

## Historique du droit de grève
Entre 1831 et 1866, l'article 415 du Code pénal érige en infraction la participation à un syndicat ou à une grève. Cet article est abrogé en 1866 et remplacé par l'article 310 du Code pénal qui érige en infraction les atteintes à la liberté de l'industrie et du travail. L'article 310 est abrogé lui-même en 1921 lors de l'adoption de la loi sur la liberté d'association. En pratique, entre 1831 et 1921, la grève constitue donc une infraction pénale. Depuis 1921, il s'agit d'une liberté des travailleurs mais qui n'est inscrite formellement dans aucun texte constitutionnel ou légal belge.
Dans un arrêt du 21 décembre 1981, la Cour de cassation reconnaît officiellement le droit de grève en interprétant a contrario la loi du 19 août 1948 relative aux prestations d'intérêt public en temps de paix. Ce droit est propre aux travailleurs et ne nécessite pas une reconnaissance par le syndicat.
En 1990, la Belgique approuve la Charte sociale européenne laquelle reconnaît explicitement le droit de grève.